# Sébastien Wüthrich
Sébastien Wüthrich (Neuchâtel, 29 mei 1990) is een Zwitsers voetballer (middenvelder) die sinds 2012 voor de Zwitserse eersteklasser FC Sion uitkomt. Hij werd opgeleid bij Neuchâtel Xamax.
Wüthrich speelde sinds 2008 acht wedstrijden voor de Zwitserse U-21.